# Our Sister Killjoy
Our Sister Killjoy: or Reflections from a Black-eyed Squint är den ghananska författaren Ama Ata Aidoos debutroman. Den publicerades först av Longman 1977. Det har kallats "ett kvickt, experimentellt verk vars huvudsakliga poäng är ett stilfullt avfärdande av karaktäristiska attityder hos både den vita världen och den svarta medelklassen." Det beskrevs av en recensent som "en slående ovanlig och relevant kommentar om det afrikanska mötet med väst, på europeisk mark... Utan att vara en konventionell berättelse eller biografi, är det en text som använder ramarna för en redogörelse för ett statssponsrat besök i Tyskland av en ung ghanansk kvinna (Systern) ' av titeln, vanligtvis tilltalad som 'Sissie') för att analysera vad Europa är och gör med de afrikaner som det 'sponsrar' och utbildar." 

## Sammanfattning
Our Sister Killjoy handlar om en ung afrikansk kvinna vid namn Sissie som åker till Europa för att "förbättra" sig själv (med europeisk utbildning) som beskrivs av hennes afrikanska motsvarigheter. Romanen kretsar kring teman av svart diaspora och kolonialism, i synnerhet kolonisering av sinnet. Sissie observerar de andra afrikanerna som har emigrerat (även för utbildning och önskan om ett bättre liv i Europa) och ser dem som "sell-outs" som har glömt sin kultur och sitt fosterland. Aidoo berör postkolonialismens effekter och hur kolonisatörens traditioner och tankar ingjuts i de koloniserades sinnen. Sissie i romanen representerar behovet av att ha en koppling till sitt förflutna.
Aidoo är kritisk till afrikanernas förgudande av européer. Det första Sissie lägger märke till när hon går in till staden i Tyskland är glänsande och glittrande materiella ägodelar. Aidoo kritiserar hur vissa afrikaner tar till sig på föreställningen om vit överlägsenhet, genom att vända sig till Europa när de letar efter det "bästa", vare sig det gäller utbildning eller materiella ägodelar. Inriktningen mot Europa och satsningen på vithet börjar i Afrika och fortsätter och förstärks när afrikaner migrerar till Europa. Efter kolonialismen lämnas platser som Ghana och Nigeria med europeiska institutioner och ramar och de fortsätter att verka inom dem efter självständigheten. Aidoo positionerar "Vår syster" som en radikal för att stå i stark opposition till de svarta människor vars sinnen inte tycks vara fyllda med egna tankar, som Sammy, den första svarta personen vi introduceras för förutom Vår syster.
När Sissie är i Tyskland blir hon vän med Marija. Även om de talar olika språk bygger de upp en stark förståelse. När Sissies tid i Tyskland närmar sig sitt slut, gör Marija en invit mot henne. Sissie har blandade känslor, har aldrig varit attraherad av en kvinna tidigare, och det får henne att tänka djupt på samkönade relationer. Boken är anmärkningsvärd i historien om afrikansk queerlitteratur genom att den utmanar den populära idén att homosexualitet är en västerländsk idé, främmande för Afrika. Sissie fantiserar om ett lesbiskt förhållande och avvisar inte tanken på ett förhållande med Marija.
Senare i romanen åker Sissie till England, och är förvånad över antalet afrikaner hon ser. Hon är chockad över deras "eländiga levnadsvillkor"; de bor i källarlägenheter och bär fula, slitna kläder. Sissie är chockad över kvinnorna som, om de hade varit i Afrika, skulle ha burit de vackraste, lyxigaste kläderna, nu har förstört sin egen skönhet. Sissie beskriver sin position i England som att de "springer väldigt fort bara för att stanna kvar där de är".